# プリンス&スカイラインミュウジアム
プリンス&スカイラインミュウジアム（PRINCE&SKYLINE MUSEUM）は長野県岡谷市の鳥居平やまびこ公園内にある博物館。

## 概要

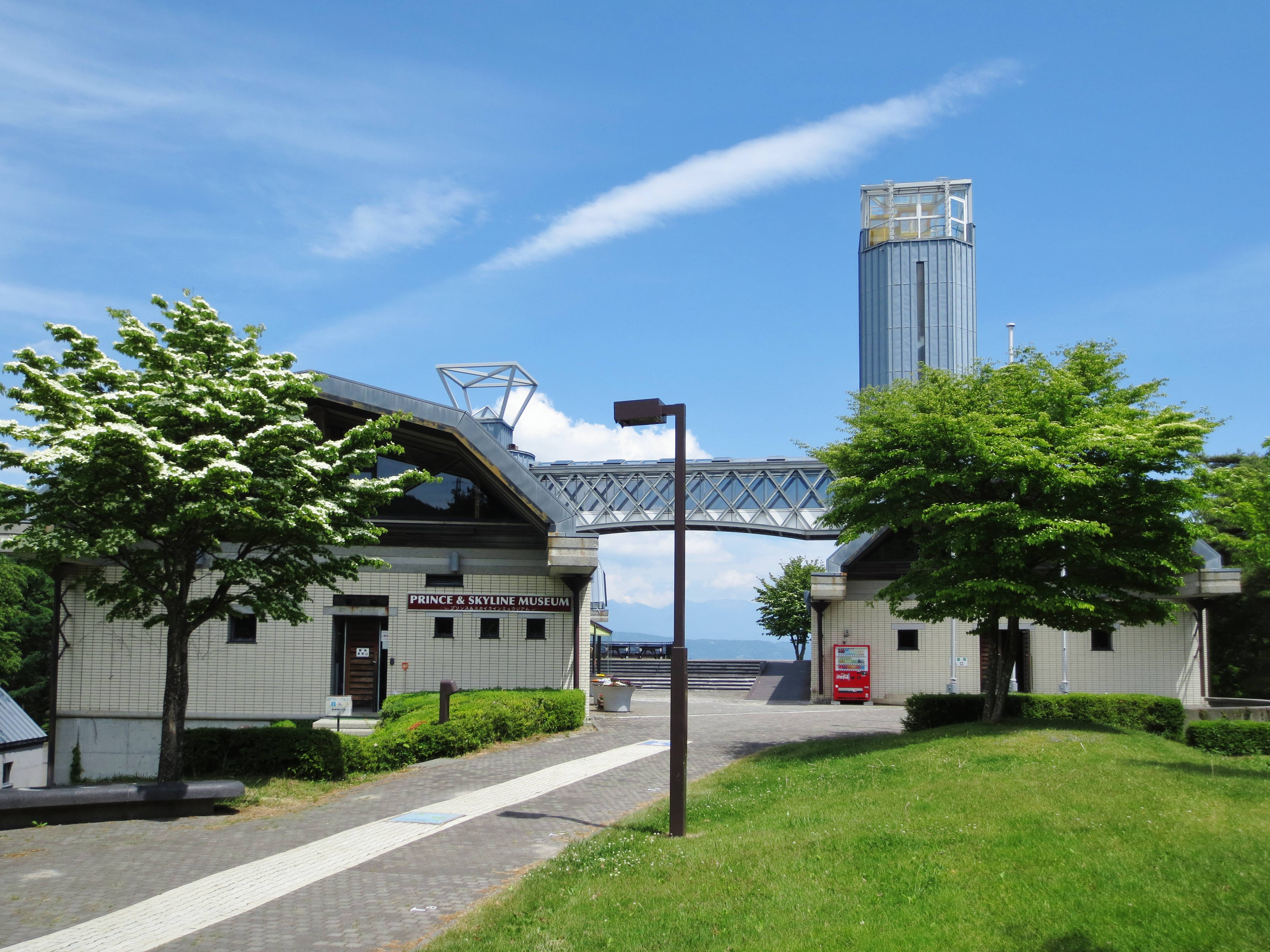
鳥居平やまびこ公園の展望塔（右）とプリンス&スカイラインミュウジアム（左）

1996年に鳥居平やまびこ公園で開催された旧車ミーティングに集まった日産・スカイラインの愛好家たちが、美しい眺望と緑豊かな自然に魅せられ、この地に自動車博物館をと熱望。
その後、スカイラインの生みの親である櫻井眞一郎が「ここからの眺望がネーミングの由来にリンクする」と博物館設立をバックアップ。
そして、1997年4月に愛好家たちと櫻井らスカイライン開発陣の思いが現実となり、日本車では初となる単一車種の自動車博物館としてオープン。初代館長（のちに初代名誉館長）には櫻井が就任した。
建物は岡谷市が所有し、ミュージアムの運営は、鳥居平やまびこ公園の指定管理者である「公益財団法人おかや文化振興事業団」が行っている。

## 展示内容
プリンス自動車工業時代も含めた歴代のスカイラインはもちろん、輸出仕様やレース仕様、先行開発車なども毎年、入れ替わりを経ながら展示されている。また、プリンス時代のグロリアやプリンストラックの他、エンジン、エンブレムなどといった各種パーツも数多く展示されている。

## イベント
「スカイラインフェスティバル」「スプリングフェスティバル」「サマーフェスティバル」「わいわいフェスティバル」と名称は開催年によって変わるが、年に1～2回程度のペースでイベントが行われ、トークショーならびに握手会/サイン会の他、フリーマーケット（グッズ販売、お宝市など）や屋外展示などが催される。

## 開館期間
毎年4月中旬の日曜日-11月中旬の日曜日となっていて、冬期は休業である。尚、毎週火曜日は休館だが、ゴールデンウィークならびに夏休み期間中は火曜日も開館する。

## 名誉館長
- 初代（1997年 - 2012年）：櫻井眞一郎
- 2代目（2013年 -2023年 ）：伊藤修令

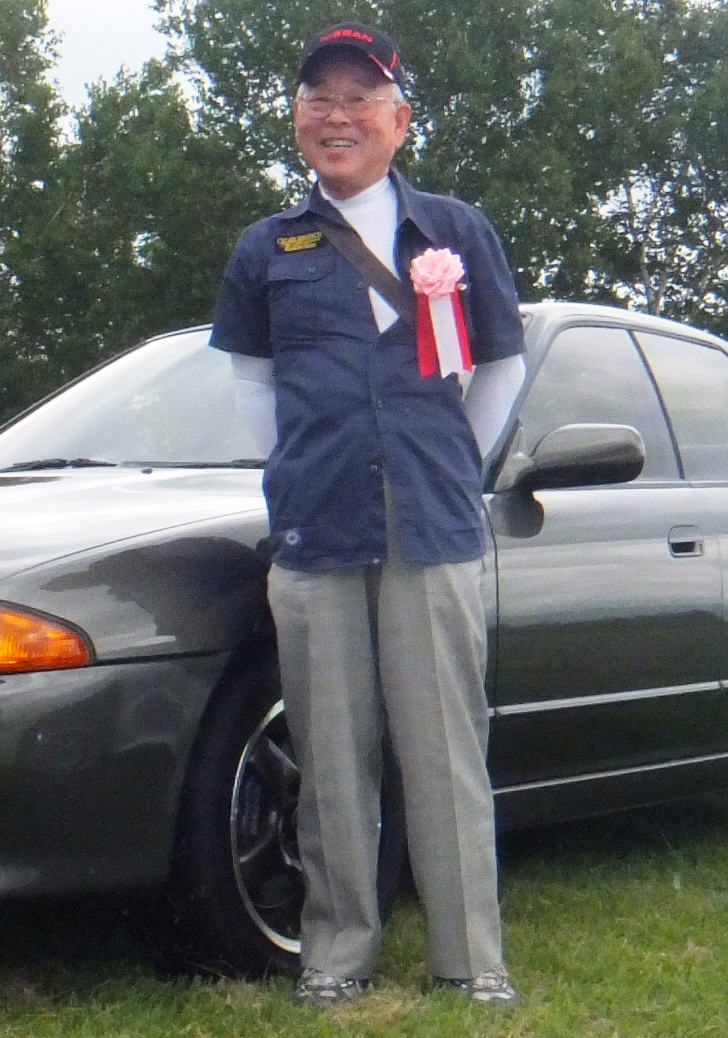
伊藤修令、2013年(平成25年)9月1日、プリンス&スカイライン・ミュウジアムにて

- 3代目（2024年 - ）：渡邉衡三

## 顧問
- 初代（1997年 - 2012年）：伊藤修令

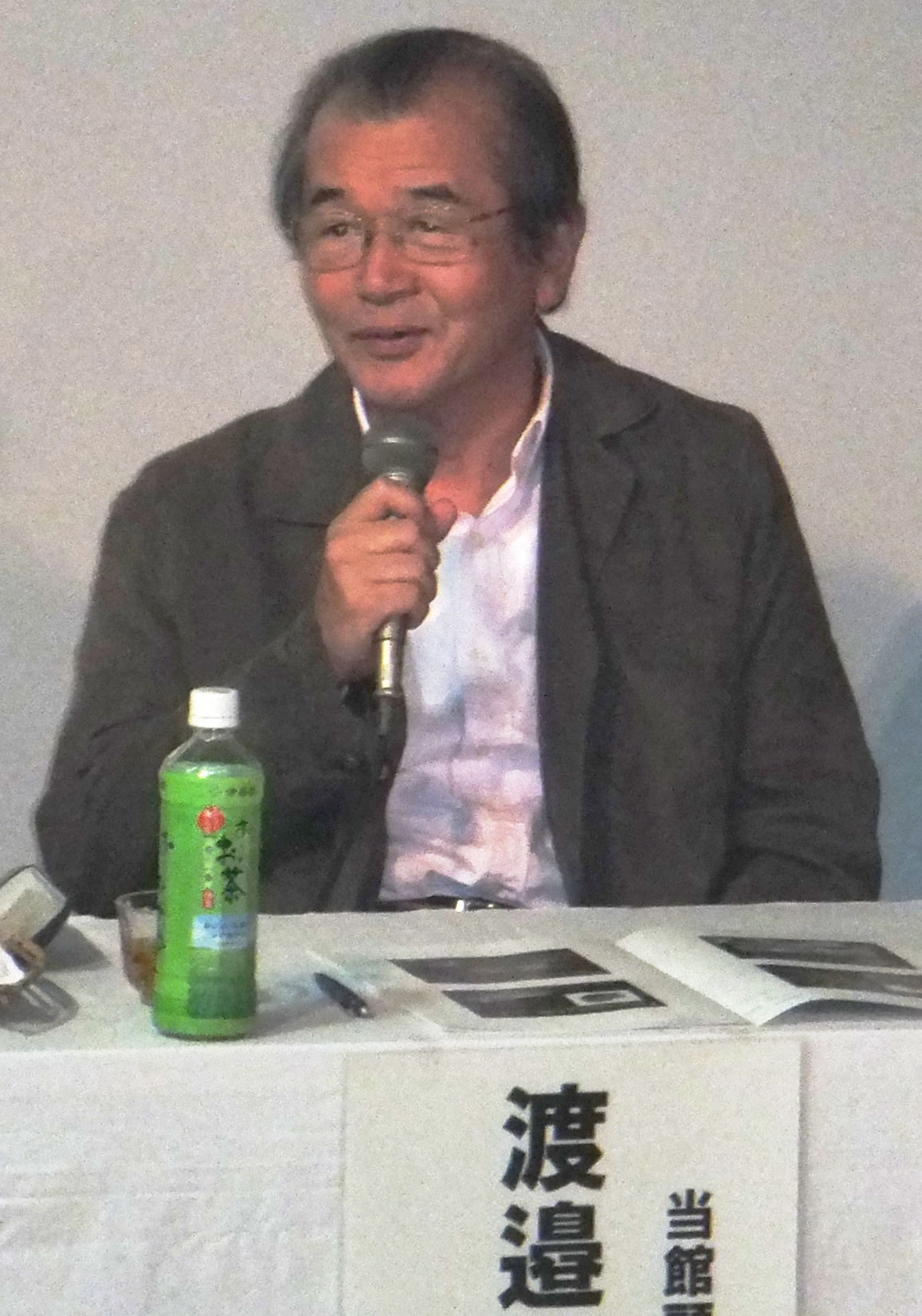
R33/R34スカイライン開発主管 渡邉衡三、2013年10月13日、プリンス&スカイライン・ミュウジアムにて

- 2代目（2013年 - ）：渡邉衡三
- 3代目（2024年- ）：吉川正敏

## 所在地
〒394-0055
長野県岡谷市内山4769-14　鳥居平やまびこ公園内